# Mina Jeraj
Mina "Minca" Jeraj, slovenska gledališka in filmska igralka, * 3. junij 1927, Ljubljana, † 1. februar 2012, Ljubljana.

## Življenje in delo
Študirala je na ljubljanski AGRFT. Bila je članica SLG Celje, od leta 1963 pa Slovenskega mladinskega gledališča v Ljubljani. Oblikovala je številne otroške vloge v mladinskih delih, pa tudi resnejše ženske vloge, npr. Ofelijo v Shakespearovem Hamletu, Ireno v dramatizaciji Finžgarjevega romana Pod svobodnim soncem. Za vlogo Winnie v Beckettovi drami Srečni dnevi je leta 1975 prejela nagrado Prešernovega sklada. Veliko je nastopala tudi v radijskih igrah.

## Nagrade in priznanja
- Severjeva nagrada (1974)
- nagrada Prešernovega sklada (1975)
- nagrada za igro na Borštnikovem srečanju (1981)

Leta 2001 je prejela častni znak svobode Republike Slovenije z naslednjo utemeljitvijo: »za zaslužno in ustvarjalno delo na področju gledališke umetnosti«.